# Mam Sodhail
Der Mam Sodhail ist ein 1.181 m (3.875 ft) hoher, als Munro eingestufter Berg in Schottland. Sein gälischer Name kann mit Berg der Scheunen übersetzt werden, verbreitet ist auch die englische Namensform Mam Soul. Der Berg liegt in der weitläufigen und einsamen Berglandschaft, die sich in der Council Area Highland zwischen dem Glen Affric und Loch Mullardoch erstreckt, etwa 35 Kilometer östlich von Kyle of Lochalsh und gut 20 Kilometer südwestlich von Cannich. In der Liste der höchsten schottischen Berge liegt der Mam Sodhail auf Platz 14.
Zusammen mit dem nördlich benachbarten, zwei Meter höheren Càrn Eighe bildet der Mam Sodhail einen Doppelgipfel, beide sind lediglich durch einen Sattel auf etwa 1050 m Höhe getrennt. Beide Berge besitzen eine dreiseitige Gipfelpyramide, von der drei Grate ausgehen. Neben dem Verbindungsgrat nach Norden zum Càrn Eighe führen Grate vom Gipfel des Mam Sodhail nach Osten und nach Südwesten. Der rund 3,5 km lange und vor allem auf seiner Nordseite von steilen Felshängen geprägte Ostgrat führt über den 996 m (3.268 ft) hohen Zwischengipfel Mullach Cadha Rainich zum 1.036 m (3.399 ft) hohen Vorgipfel Sgùrr na Lapaich (nicht mit dem wenige Kilometer weiter nördlich am Nordufer von Loch Mullardoch liegenden, 1.036 m (3.399 ft) hohen Munro Sgùrr na Lapaich zu verwechseln). Südlich des Grats liegt das Coire Leachavie. Im Südwesten führt der Grat zu einem namenlosen, durch einen Cairn markierten namenlosen und 1.108 m (3.635 ft) hohen Nebengipfel, wo er sich in zwei Arme aufspaltet, die sich beide nach Südosten wenden. Der nördliche der beiden Grate endet in der über dem Coire Leachavie und dem Glen Affric markant aufragenden, 1.074 m (3.524 ft) hohen Pyramide des An Tudair. Diesem Vorgipfel vorgelagert ist der deutlich niedrigere An Tudair Beag mit rund 800 m Höhe. Der südlichere der beiden Grate führt zunächst noch weiter in Richtung Südwesten bis zu einem weiteren namenlosen Zwischengipfel mit 1.068 m (3.504 ft) Höhe, bevor er sich nach Südosten wendet und im 1.055 m (3.461 ft) hohen Vorgipfel Creag Coire nan Each endet. Beide Grate umfassen das weite Coire Coulavie. Die Westseite des Mam Sodhail fällt überwiegend steil und grasig in das breite Gleann a’ Choilich ab, das den Mam Sodhail und den Càrn Eighe vom westlich liegenden, 982 m (3.222 ft) hohen Mullach na Dheiragain trennt. Im Südwesten schließt sich über einen etwas über 700 m hohen Bealach der 921 m (3.022 ft) hohe An Socach an.

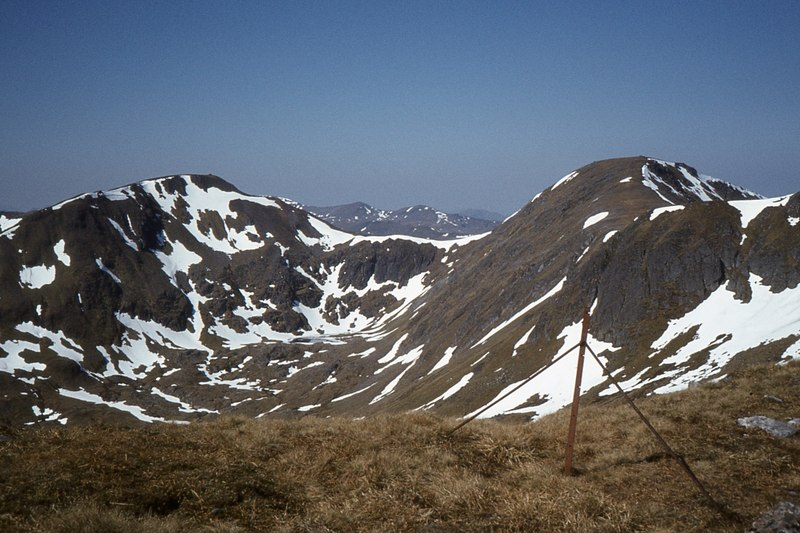
Der Mam Sodhail (links) und der Càrn Eighe (rechts) von Osten
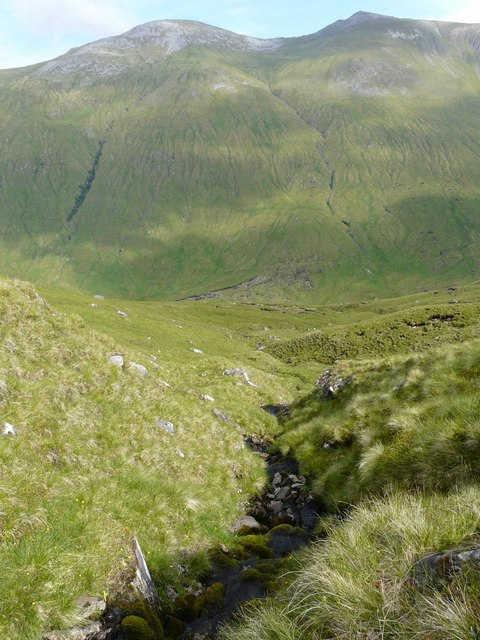
Blick vom westlich gelegenen Mullach na Dheiragain auf Mam Sodhail (rechts) und Càrn Eighe (links)
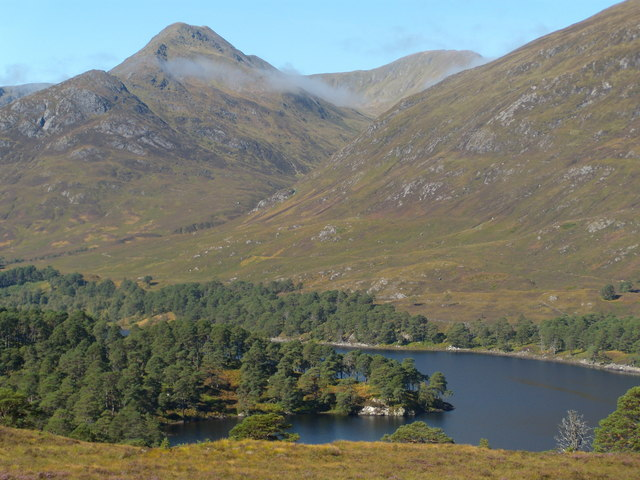
Blick über Loch Affric zum Vorgipfel An Tudair (links) und dem Gipfelbereich des Mam Sodhail (rechts)
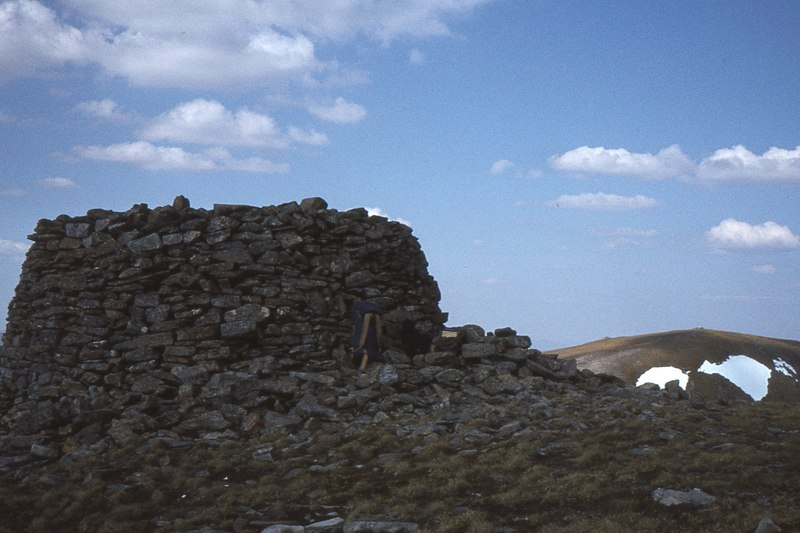
Der massive Gipfelcairn des Mam Sodhail, im Hintergrund der Càrn Eighe

Eine Besteigung des Mam Sodhail wird von den meisten Munro-Baggern mit der des Càrn Eighe kombiniert. Ausgangspunkte sind zwei Parkplätze an der Fahrstraße in das Glen Affric am Westende von Loch Beinn a’ Mheadhoin. Der kürzeste Zustieg führt entlang des Nordufers von Loch Affric und auf einem Jagdpfad durch das Coire Leachavie zu einem kleinen Sattel im Südwestgrat und weiter über diesen zum Gipfel. Alternativ kann der Gipfel auch über den Sgùrr na Lapaich und den Ostgrat erreicht werden. Vom Càrn Eighe führt ein kurzer Verbindungsgrat zum Mam Sodhail, der Càrn Eighe kann aus dem Glen Affric durch das Gleann nam Fiadh und über den Ostgrat erreicht werden.